# Morrison Hotel

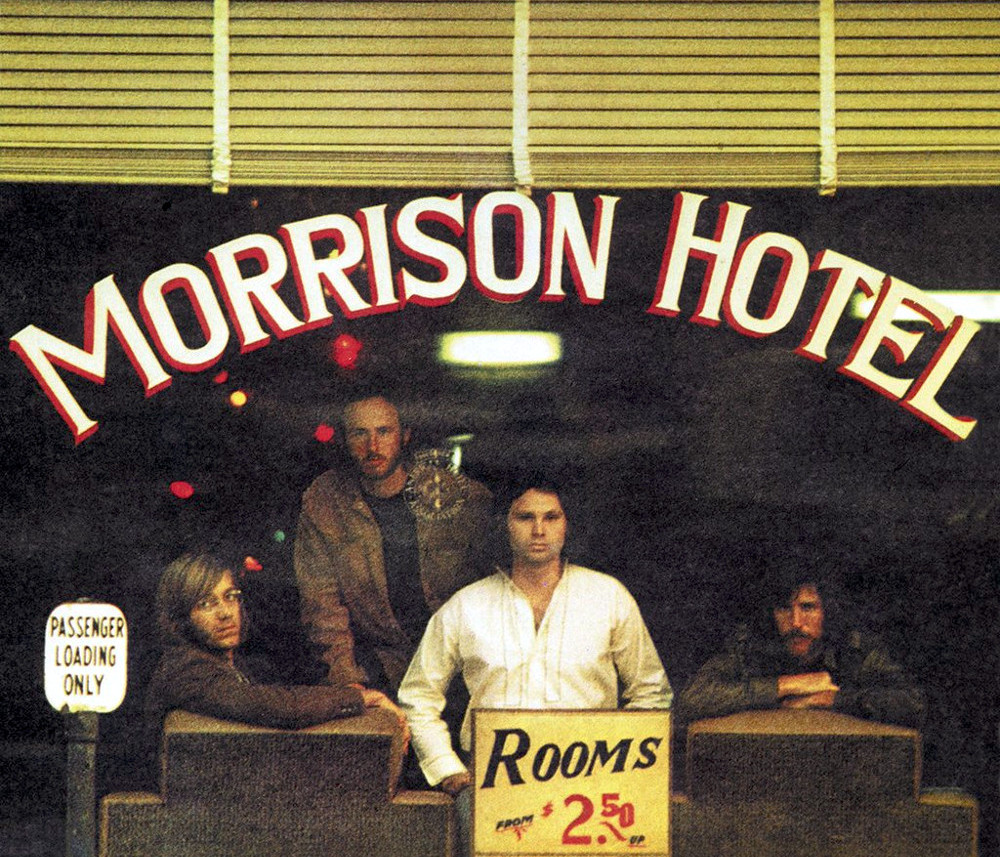
Morrison Hotel album borítója

A The Doors 1970-ben adta ki Morrison Hotel című albumát. A kísérletnek szánt The Soft Parade sikertelensége után visszatértek az eredeti zenei irányvonalhoz, amihez egy kis blues-os mellékízt adtak ezúttal. (Ezt a vonalat fogja tovább erősíteni az L.A. Woman egy évvel később.)
Az albumon több vendégelőadó is szerepel, köztük az elismert szájharmonikás G.Puglese (John Sebastian álneve) és blues klasszikus Lonnie Mack.
Az album szerepel az 1001 lemez, amit hallanod kell, mielőtt meghalsz című könyvben.

## Az album dalai
|     | Cím                  | Szerző(k)                             | Hossz |
| --- | -------------------- | ------------------------------------- | ----- |
| 1.  | Roadhouse Blues      | Densmore, Krieger, Manzarek, Morrison | 4:04  |
| 2.  | Waiting for the Sun  | Densmore, Krieger, Manzarek, Morrison | 4:00  |
| 3.  | You Make Me Real     | Densmore, Krieger, Manzarek, Morrison | 2:53  |
| 4.  | Peace Frog           | Densmore, Krieger, Manzarek, Morrison | 2:50  |
| 5.  | Blue Sunday          | Densmore, Krieger, Manzarek, Morrison | 2:12  |
| 6.  | Ship of Fools        | Densmore, Krieger, Manzarek, Morrison | 3:08  |
| 7.  | Land Ho!             | Krieger, Morrison                     | 4:10  |
| 8.  | The Spy              | Densmore, Krieger, Manzarek, Morrison | 4:17  |
| 9.  | Queen of the Highway | Densmore, Krieger, Manzarek, Morrison | 2:47  |
| 10. | Indian Summer        | Krieger, Morrison                     | 2:35  |
| 11. | Maggie McGill        | Densmore, Krieger, Manzarek, Morrison | 4:24  |

## Helyezések

### Album
| Év   | Lista                | Helyezés |
| ---- | -------------------- | -------- |
| 1970 | Billboard Pop Albums | 4        |

### Kislemez
| Év   | Kislemez         | B-oldal         | Lista                 | Helyezés |
| ---- | ---------------- | --------------- | --------------------- | -------- |
| 1970 | You Make Me Real | Roadhouse Blues | Billboard Pop Singles | 50       |

## Közreműködők

### The Doors
- Jim Morrison – ének
- Ray Manzarek – billentyűk
- Robby Krieger – gitár
- John Densmore – dob

### További zenészek
- Lonnie Mack – basszusgitár az 1. és 11. dalon
- Ray Neapolitan – basszusgitár a 2., 3., 4., 5., 6., 7., 8. és 9. dalon
- John Sebastian (mint "G. Puglese") – szájharmonika a Roadhouse Blues-on

### Produkció
- Bruce Botnick – hangmérnök
- Gary Burden – design
- Henry Diltz – fényképész
- Paul A. Rothchild – producer

## Külső hivatkozások
- Morrison Hotel dalszövegek
- Morrison Hotel Goes on the Market – Információk a Morrison Hotel Hard Rock Cafe-beli fotózásáról